# Fondation Jan Michalski
La Fondation Jan Michalski ou Fondation Jan Michalski pour l’écriture et la littérature est une fondation et institution culturelle suisse de droit privé située à Montricher, dans le canton de Vaud. Il s'agit d'un lieu consacré à l'écriture et à la littérature. Elle est fondée en 2004 par Vera Michalski en mémoire de son mari Jan Michalski,.
La Fondation en tant que lieu physique est inaugurée en 2013. Elle est composée d'une grande bibliothèque multilingue comportant 80 000 ouvrages, d'un auditorium, d'une salle d'exposition, d'un café et de huit cabanes suspendues accueillant chaque année une cinquantaine d'écrivaines et écrivains en résidence. 
La Fondation attribue également un prix littéraire annuel, le Prix Jan Michalski de littérature.

## Origines
Vera et Jan Michalski fondent en 1986 les éditions Noir sur Blanc avec pour objectif la création de passerelles entre les cultures et littératures de l'Est et de l'Ouest. Par la suite, ils fondent en 2000 le groupe éditorial Libella, actif au niveau européen.
En 2002, à la suite de la disparition prématurée de son mari, Vera Michalski poursuit leur projet commun en créant la Fondation Jan Michalski en 2004.

## Architecture
Le corps central de la Fondation est inauguré en 2013 après quatre ans de travaux. Conçu par Vincent Mangeat et son associé Pierre Wahlen, il est constitué d'une centaine de colonnes de béton blanc et abrite une bibliothèque, une salle d'exposition et un auditorium de 100 places. Une canopée en béton d'une surface de 4500m2 et percée de 270 alvéoles surplombe l'ensemble de la construction. En 2014 commencent les travaux des huit cabanes suspendues qui abriteront dès 2017 les résidences d'écriture. Chaque cabane est imaginée par un bureau d'architecte différent et baptisée en conséquence : Bonnet, MK27, Schaub-Zwicky, Fuhrimann-Hächler, Mangeat-Wahler, Rintala-Eggertsson, Décosterd et Kengo Kuma.

### Bibliothèque
La bibliothèque de la Fondation ouvre en janvier 2014. Haute de 14 mètres et constituée d'une structure en chêne massif, elle est organisée sur cinq niveaux. Librement accessible au public, elle compte près de 80 000 ouvrages dans une quinzaine de langues, offrant un panorama global de la littérature moderne et contemporaine. Le dernier étage propose une sélection d'ouvrage d'artistes à consulter sur place.

### Résidence d'écriture
La résidence d'écriture ouvre en avril 2017,. Elle propose huit modules d'habitation indépendants ou « cabanes » destinés à accueillir des écrivaines et des écrivains en résidence,,. Chacun de ces modules comprend une douche, un bureau, une kitchenette et un lit, et a été conçu par un ou une architecte différent.e. Chaque cabine a donc son propre style, tout en gardant une cohérence en termes de matériaux (métal, bois et verre).

## Festival Bibliotopia
La Fondation organise depuis 2018 un festival des littératures mondiales annuel sous le nom de Festival Bibliotopia,. Chaque édition accueille une quinzaine d'autrices et d'auteurs du monde entier rassemblées et rassemblés par une thématique donnée. 

## Direction
- Depuis 2018 : Natalia Granero[18]
- 2014-2017 (?) : Pierre Lukaszewski[10]

## Galerie photos

Site
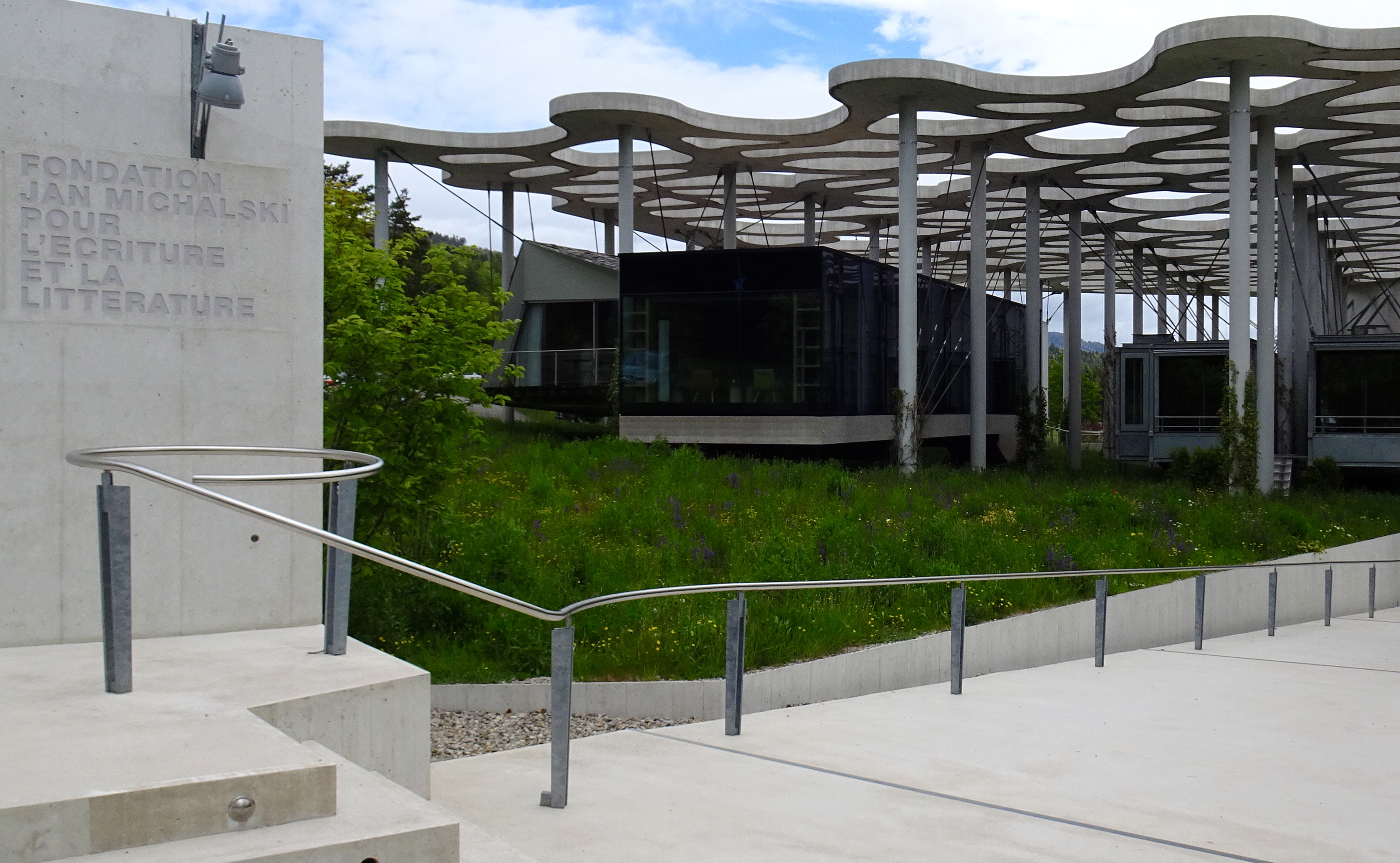
Vue générale
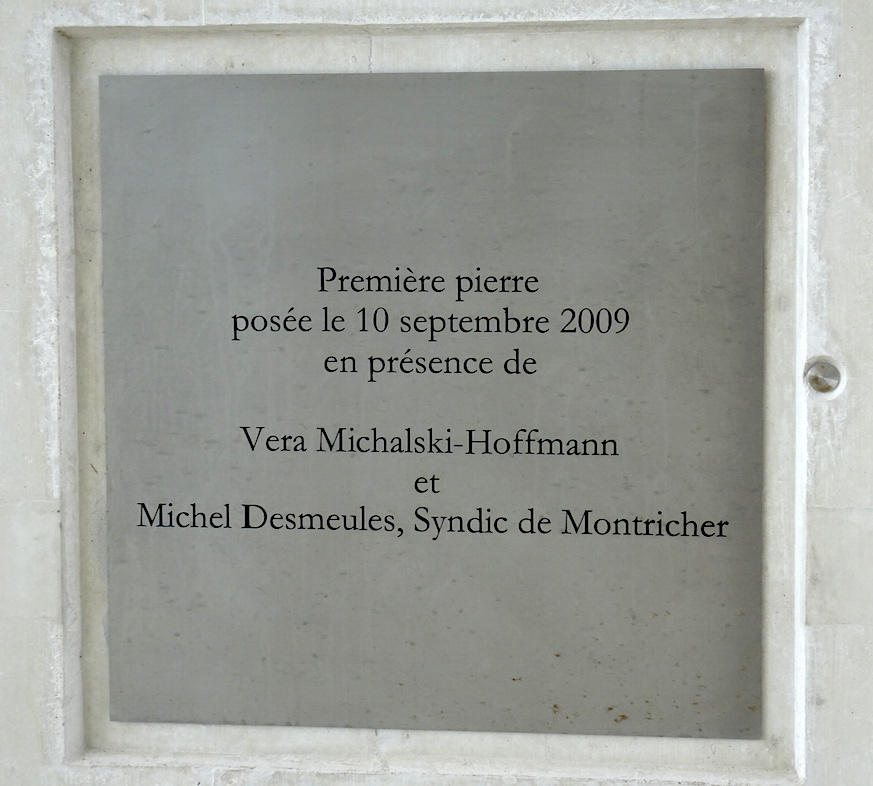
Plaque d'inauguration
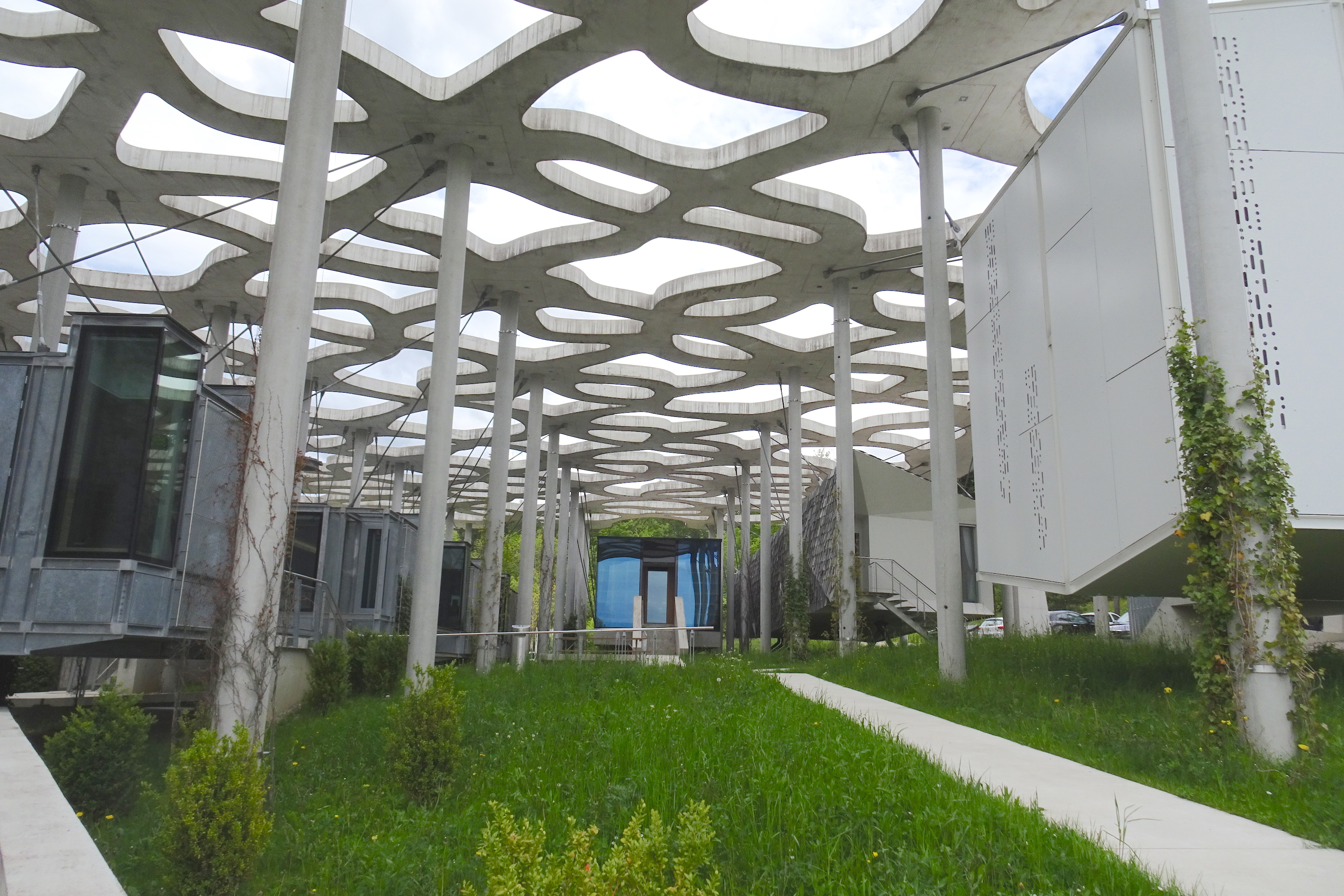
Vue de la canopée